# Општина Апахида (Клуж)
Апахида (рум. Apahida) општина је у Румунији у округу Клуж.
Oпштина се налази на надморској висини од 341 m.